# 그레이스 맥도널드

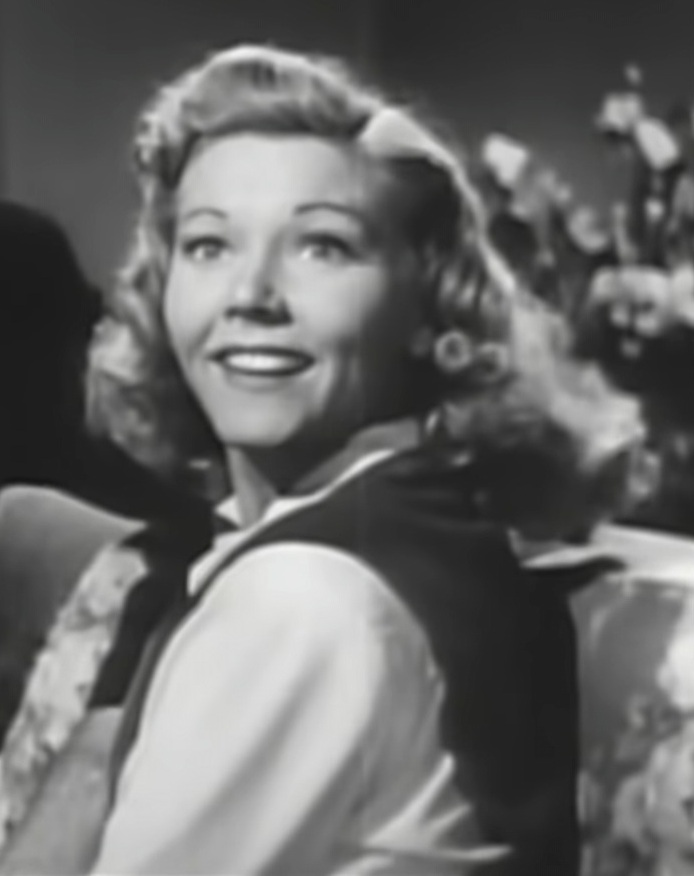

그레이스 맥도널드(Grace McDonald, 1918년 6월 15일 ~ 1999년 10월 30일)는 미국의 배우, 연극 배우, 영화배우이다.
뉴욕에서 태어났다.

## 영화
- 폴로우 더 보이즈 (1944년)